# Deportivo La Coruña Brasil Futebol Clube
Deportivo La Coruña Brasil Futebol Clube es un club de fútbol de la ciudad de Río de Janeiro fundado el 15 de noviembre de 1994.

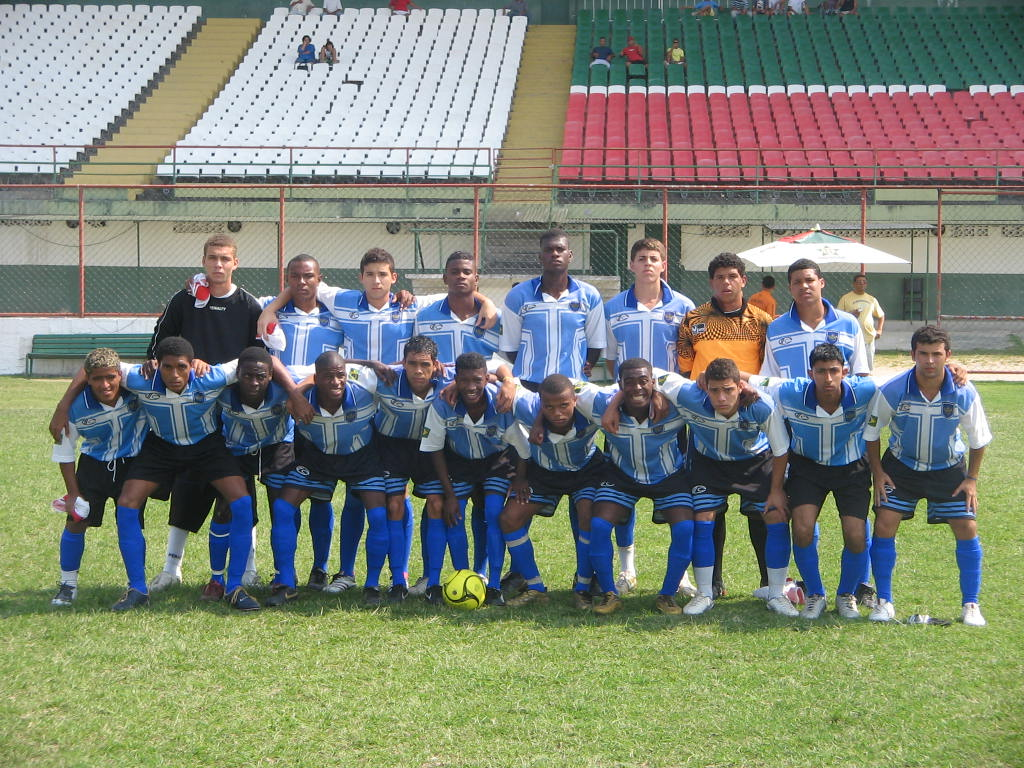
Alineación en 2007. El uniforme recuerda al utilizado por el Súper Dépor.

## Historia
Después de jugar varios años en categorías amateur se estrena en 2003 el Campeonato de la Tercera División Carioca.
La denominación, autorizada por el equipo homónimo español, es un homenaje al exjugador Bebeto, ex-Club de Regatas Flamengo, Club de Regatas Vasco da Gama y de la selección brasileña, el cual es idolatrado por la afición deportivista.
Utiliza el estadio Eduardo Guinle, del Friburguense Atlético Clube, en Nova Friburgo.

## Títulos
- 2002 - Vice-campeão do Departamento Amador da FERJ (Categoría Adultos);